# Tous les garçons et les filles (chanson)
Ne pas confondre avec la série de téléfilms d'Arte diffusée en 1994 intitulée Tous les garçons et les filles de leur âge
Cet article concerne la chanson de Françoise Hardy. Pour l'album homonyme, voir Tous les garçons et les filles.
Tous les garçons et les filles est une chanson de Françoise Hardy, sortie en 1962. La chanson exprime les sentiments (manque affectif, impatience, tristesse, limite détresse) d'une adolescente n'ayant encore jamais connu l'amour et qui éprouve d'autant plus la frustration d'être seule et aimée de personne, qu'autour d'elle (pour reprendre à peu près les mots de la chanson), tous les garçons et les filles de son âge sont, eux, en couple et savent bien ce que c'est qu'être heureux.
La maison de disque Vogue ne croyait pas que ce titre, une ballade triste, pourrait connaître le succès, raison pour laquelle il le plaça en dernier du EP, mettant en valeur trois chansons plus légères et dansantes, conformes aux tubes « yéyé » de l'époque[réf. nécessaire]. Le succès inattendu de la chanson la plus mélancolique a permis à Françoise Hardy de sortir du lot des jeunes chanteuses éphémères.
Grand succès, le microsillon super 45 tours, paru en juin, se vendit à 700 000 exemplaires en France. L'album homonyme rencontrera également un grand succès auprès du public.

## Historique
En 1963, Françoise Hardy déclare à propos de la naissance de ses chansons : « Lorsqu'une idée me poursuit, qui me parait ne pas avoir été exploitée, Tous les garçons et les filles par exemple, le thème de la solitude à la Musset, elle vient toute seule sur le papier ». En 2000, elle l'évoque à nouveau comme source d'inspiration. « Je ne suis absolument pas attirée par ce qui est gai. En fait, ce que je recherche, c'est la beauté. La beauté en art provient souvent de la tristesse. Comme disait Alfred de Musset : Les plus désespérés sont les chants les plus beaux » (citation du poème La nuit de mai). 
Françoise Hardy présente la chanson à l'émission de Mireille, Le Petit Conservatoire de la chanson (sous-titrée En attendant leur carrosse) du 21 septembre 1962. Dans la soirée du 30 octobre 1962, de nombreux téléspectateurs de l'unique chaîne de télévision attendent les résultats du référendum sur l'élection du président de la République au suffrage universel ; dans l’un des intermèdes musicaux, Françoise Hardy apparaît en noir et blanc pour chanter Tous les garçons et les filles. Dès le lendemain et les jours suivants, le titre va se démarquer des trois autres sur les ondes radios et dans les juke-boxes et devenir un « tube » incontournable ; le succès est porté par la vague « yéyé ». À la fin de l’année, 500 000 exemplaires ont été vendus. La presse s'empare du phénomène. Paris Match  met la chanteuse en couverture du numéro du 5 janvier 1963 et la consacre nouvelle « idole » de la chanson.
Un scopitone de la chanson a été réalisé par Claude Lelouch, en plein hiver par un froid épouvantable selon les propos de Françoise Hardy, mais elle plaignait plus les femmes habillées en robe d'été sur la balançoire, qui mouraient de froid. Claude Lelouch raconte également à ce sujet : « pour Françoise Hardy, j’ai fait monter des jeunes filles sur les grandes balançoires d’une fête foraine, boulevard de Clichy à Paris. Le vent avait soulevé leurs jupes. C’était très mignon et drôle. Mais cela fait un beau scandale ».  
Françoise Hardy l'a interprétée en anglais (Find Me A Boy, sur le 45 tours Françoise Hardy Sings in English en 1963 qui figurera aussi sur le CD In English publié en 1988), en italien (Quelli Della Mia Età, album Françoise Hardy canta per voi in italiano paru en 1963), en allemand (Peter Und Lou, album Françoise in Deutschland, 1965). Jimmy Page, guitariste de Led Zeppelin, participe à la session d'enregistrement du 45 T.
Cette chanson a été reprise par de nombreux artistes en toutes langues : Sophie Blaede  (1962), Timi Yuro (The Love Of A Boy), Ginette Reno (album homonyme, 1962), Catherine Spaak (1962), Aimable (à l'accordéon, 1963), la chanteuse brésilienne Eny Mara (en portugais, A Idade Do Amor, 1964), Dulce Salles Cunha Braga (1965), Mia Frye (version en anglais, All the girls and boys, 1984), Eurythmics (titre bonus de l'album Be Yourself Tonight et, dans certains pays, en face B du single It's alright - (Baby's coming back)), les brésiliennes Paquitas (choristes de Xuxa) (en portugais, Alguem para amar, 1991), Laurent Voulzy et Carla Bruni parmi les Enfoirés (album Les Enfoirés à l'Opéra comique, 1995), Marie Myriam (1996), Gigliola Cinquetti (Quelli della mia età, 1999), Saint Etienne (Find me a boy, album The misadventures of Saint Etienne, musique du film Les Folies de Margaret (The Misadventures of Margaret) paru uniquement au Japon en 1999), The Dresden Dolls, Thanh Lan en français et vietnamien, la chanteuse brésilienne Zona Zul (album Beira, 2006), Pomme (chanteuse) (2019). Les paroles inspireront Rei Kawakubo pour la création de sa marque à la fin des années 1960.
Sur son disque Ferraillages en 1977, Dick Annegarn proposait une chanson Françoise parodie qui en démarque le texte et la mélodie :
Tous les garçons et les filles de mon âge
Voudraient bien un jour un moog ou deux
Tous les jours et toutes les nuits au moins un sage
Se fait sauter les plombs, bon dieu...
La chanson Premier baiser d'Emmanuelle Mottaz fut accusée de plagier Tous les garçons et les filles, mais Françoise Hardy renonça à porter plainte pour ne pas compromettre la carrière naissante de la jeune chanteuse.

## Formats
- 15 juin 1962[10] : EP ou super 45 tours, Contact avec Françoise Hardy, Vogue productions/Disques Vogue, coll. « En route vers le succès » (EPL 7967).

1. Oh oh chéri (Uh Oh), (Jil et Jan, adaptation du texte de Bobby Lee Trammell / Bobby Lee Trammell).
2. Il est parti un jour (F. Hardy / F. Hardy, Roger Samyn).
3. J’suis d’accord (F. Hardy / F. Hardy, Roger Samyn).
4. Tous les garçons et les filles (F. Hardy / F. Hardy, Roger Samyn).

- 1962 : SP ou 45 tours 2 titres, Disques Vogue (V.45-982).

1. J’suis d’accord (F. Hardy / F. Hardy, Roger Samyn).
2. Tous les garçons et les filles (F. Hardy / F. Hardy, Roger Samyn).

## Vidéographie
- Chez les yéyés — Françoise Hardy : Tous les garçons et les filles : conférence donnée en partenariat avec Le Hall de la Chanson, le 8 octobre 2011, à la BnF, François-Mitterrand. Prestation animée et chantée par Serge Hureau, accompagné à la guitare par Lionel Privat[11].